# Alfred Dunhill

Firmenlogo

Alfred Dunhill, Ltd. ist ein nach seinem Gründer benanntes britisches Luxuswaren-Unternehmen, das heute zum schweizerischen Richemont-Konzern gehört.
Dunhill begann 1907 mit einem exklusiven Tabakgeschäft in London und weitete das dunhill-Sortiment über die Jahre aus. Die Tabaksparte – und damit die Zigarettenmarke Dunhill – wurde 1967 an British American Tobacco ausgegliedert. Unter dem Markennamen dunhill London werden heutzutage für Herren über ein internationales Netzwerk von eigenen Boutiquen und den gehobenen Einzelhandel hochpreisige Lederwaren, Bekleidung, Schuhe, Accessoires, Brillen, Parfüm, Schreibgeräte, Feuerzeuge und Uhren angeboten.

## Geschichte
Alfred Dunhill (1872–1959) stieg 1887 als Lehrling in den väterlichen Sattlerei-Betrieb in London ein, übernahm diesen 1893 und entwickelte ab 1904 daraus zunächst eine Autozubehörfirma, Dunhill Motorities, unter dem Motto: „Everything for the car but the motor“ (etwa: „Alles fürs Auto außer dem Motor“). 1907 gab er den Autozubehörhandel auf und eröffnete in der Londoner Duke Street unweit der Oxford Street ein Tabakgeschäft. Das Sortiment umfasste exklusive Tabakmischungen im gehobenen Preissegment. 1910 wurde Dunhill zu einem Hersteller von Tabakspfeifen. Bereits 1924 wurde ein Dunhill-Geschäft in Paris eingeweiht. 1927 lancierte Dunhill das erste Feuerzeug, dunhill Unique, das einhändig bedient werden konnte. Im selben Jahr eröffnete eine Dunhill-Dependance in New York.
1929 zog sich Alfred Dunhill zurück und übergab die Geschäfte an seinen Sohn, Alfred Henry Dunhill (1898–1971), welcher bereits seit 1912 im Unternehmen arbeitete. Im Jahre 1934 brachte das Unternehmen eine Herrenpflege-Serie, Dunhill’s Fragrances for Men, mit Rasier- und Duftwässern auf den Markt. Ab 1963 wurde das Tabaksortiment um die hauseigene Zigarettenmarke Dunhill ergänzt. 1954 erschien Alfred Henry Dunhills Buch The Gentle Art of Smoking, noch heute ein Standardwerk zum Tabakkonsum (deutsch: Die edle Kunst des Rauchens, München 1971). In den 1960er Jahren erfolgte die Ausweitung auf den asiatischen Markt mit eigenen Geschäften in Hongkong und Tokio. Das Tabakgeschäft des Unternehmens (Zigaretten, Zigarren, Pfeifentabak) wurde 1967 verkauft und gehört heute, mit Ausnahme der im Konzern verbliebenen Pfeifen-Herstellung, zu British American Tobacco.
1977 wurde das Hamburger Schreibwaren-Unternehmen Montblanc aufgekauft. 1985 übernahm Dunhill die französische Damenmode-Marke Chloé. Die Herrenmode-Marke Hackett London kam 1991 hinzu. 1992 kaufte Dunhill die Modemarke Karl Lagerfeld. 1993 wurde die Dunhill-Holding mit Cartier zusammengeschlossen und in Groupe Vendôme umbenannt, deren Hauptaktionär der 1988 gegründete Schweizer Richemont-Konzern war. 1998 übernahm Richemont die Groupe Vendôme zu 100 %. Montblanc und Chloé gehören bis heute neben anderen Marken zum Richemont-Konzern. Die Marke Karl Lagerfeld wurde 1997 verkauft, und Hackett London wurde 2005 an die spanische Torreal-Gruppe veräußert.
Wenngleich ausgewählte Teile aus dem Bereich Herrenbekleidung, wie Lederjacken oder Westen, von Anfang an zum Dunhill-Portfolio gehörten, wurde eine komplette Herrenkollektion doch erst zur Herbst/Winter-Saison 1977/78 lanciert. Diese wurde von 2008 bis 2010 vom britischen Modedesigner Kim Jones geleitet und während der internationalen Modewochen in Paris präsentiert. Danach kümmerte sich ein Design-Team um die Entwürfe. Für einige Saisons Anfang der 2010er Jahre war dunhill mit der Herrenmode bei der London Fashion Week präsent. Der britische Schauspieler Jude Law war ab 2007 das Kampagnengesicht für die dunhill-Herrenmode. 2013 wurde der Schotte John Ray, ein ehemaliger Gucci-Designer, als Chefdesigner von dunhill verpflichtet. Ray verließ dunhill Anfang 2016. Anfang 2017 brachte der neue dunhill-CEO, Andrew Maag, der von Burberry abgeworben worden war, den ehemaligen Burberry-Designer Mark Weston als neuen Kreativdirektor mit zu dunhill. Das Unternehmen stellt keine Bekleidung für Damen her.
Zum Stand 2017 existieren weltweit ca. 70 Alfred Dunhill Ladengeschäfte, darunter Boutiquen in London, Canary Wharf, Auchterarder, Paris, Mailand, Ägypten, Aserbaidschan, Bahrain, China, Dubai, Guam, Indonesien, Japan, Kasachstan, Kuwait, Macao, Malaysia, Monaco, Neuseeland, auf den Philippinen, in Portugal, Rumänien, Russland, Saudi-Arabien, Singapur, Südafrika, Südkorea, Taiwan und Belarus zudem Shops-in-Shop unter anderem bei Harrods, Selfridges und den Galeries Lafayette sowie Outlets in Bicester, Marne-La-Vallée, New York, China und Hongkong. Darüber hinaus unterhält dunhill in Mayfair, Central (Hongkong), Huangpu und Ginza großflächige Flagshipstores, die alle im Stil eines Gentlemen’s Club gestaltet sind, zum Teil Spa, Restaurant und Bar umfassen und vom Unternehmen als Homes bezeichnet werden.

## Sponsoring

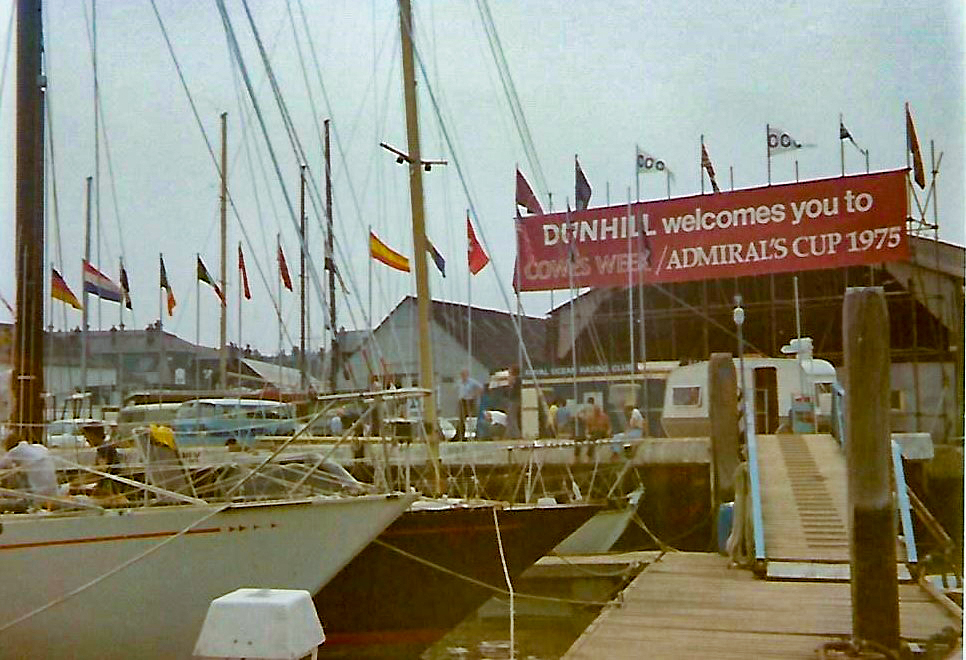
Cowes Week / Admiral’s Cup (1975)

Als Sponsor vom Regattasegeln und von Golfturnieren machte sich Dunhill zusätzlich einen Namen: von 1985 bis 2000 wurde der Alfred Dunhill Cup veranstaltet, der seit 2001 Alfred Dunhill Links Championship heißt und jährlich in St. Andrews (Schottland) stattfindet.